# ميخائيل ويزلي
ميخائيل ويزلي (بالإنجليزية: Michael Wesley)‏ هو أكاديمي أسترالي، ولد في 9 ديسمبر 1968.